# Oskar (film)
Oskar (fr. Oscar) – francuski film komediowy z 1967 roku w reżyserii Édouarda Molinaro z Louisem de Funèsem w roli głównej. Ekranizacja sztuki Claude'a Magniera. Zdjęcia plenerowe kręcono w Vaucresson (departament Hauts-de-Seine).
Na deskach francuskiego teatru sztuka wystawiana była czterokrotnie: w 1959, 1961, 1971 i 1972. W każdej inscenizacji główną rolę odgrywał Louis de Funes.

## Fabuła
Film (i sztuka) przedstawia jeden, bardzo zwariowany dzień z życia dyrektora firmy, Bertranda Barniera (Louis de Funès) i jego rodziny. Gdy do drzwi przedsiębiorcy wczesnym rankiem puka jeden z jego pracowników, Christian Martin (Claude Rich), nic jeszcze nie zapowiada jak fatalna okaże się ta doba. Młody chłopak zastaje szefa ubranego w piżamę i prosi o podwyżkę, gdyż wkrótce planuje wziąć ślub. Przy okazji oznajmia, że oszukał firmę na 60 mln franków. Barnier z trudem przełyka śniadanie i chce natychmiast wyrzucić podstępnego pracownika. Jednak ten grozi mu ujawnieniem ksiąg finansowych firmy.
Gdy Martin uzyskuje obietnicę awansu i większych pieniędzy, prosi Barniera o rękę jego własnej córki. Szok ojca jest ogromny, gdyż wcześniej o niczym nie wiedział. Oszołomiony Barnier z trudem znosi poranne wieści, kiedy okazuje się, że doszło do pomyłki. Chłopak miał bowiem na myśli zupełnie inną dziewczynę, niejaką Jacquelline, która oględnie wyznała mu, że jest córką Barniera.
Tymczasem prawdziwa córka, Colette, zakochana w kierowcy ojca, Oskarze, oznajmia, że jest z nim w ciąży. Problem pojawia się, gdy ojciec wyjawia, że właśnie zwolnił Oskara, a ten wyjechał z ekspedycją na biegun polarny. Barnier nie wie co począć. Czy zmusić do ślubu ze swoją córką porannego gościa, czy czekać na powrót kierowcy Oskara, czy może wydać ją za swojego tępego masażystę. Dochodzi do zbiegu wielu zabawnych sytuacji. A gdy walizki wypełnione po brzegi pieniędzmi mieszają się z bagażami z damską bielizną Barnier traci rozum... Finał okazuje się zaskakujący dla wszystkich, dla samego Barniera, dla jego rodziny i dla widzów.

## Obsada
- Louis de Funès – Bertrand Barnier
- Claude Rich  Christian Martin, pracownik firmy
- Claude Gensac – Germaine Barnier, żona
- Agathe Natanson – Colette Barnier, córka
- Mario David – Philippe Dubois/Filip Kłoda, masażysta
- Dominique Page – Bernadette, pokojówka
- Sylvia Saurel/Noël – Jacqueline Bouillotte (Gruszka)
- Paul Préboist – Charles, lokaj
- Germaine Delbat – Charlotte Bouillotte (Gruszka), matka Jacqueline
- Roger Van Hool – Oscar, kierowca
- Philippe Valauris – szofer barona

## Odbiór filmu
We Francji ekranizacja sztuki cieszyła się dużą popularnością, ściągnęła do kin 6,12 mln widzów, co stanowiło drugie miejsce w skali roku (pierwsze miejsce w 1967 zajął film Wielkie wakacje, również z Louisem de Funèsem w roli głównej).
W 1991 nakręcony został remake filmu pt. Oskar, czyli 60 kłopotów na minutę, z Sylvestrem Stallonem w roli głównej.